# Карнаух, Ольга Алексеевна
Ольга Алексеевна Карнаух (3 июня 1926 — 27 октября 2018) — передовик советского сельского хозяйства, звеньевая колхоза имени Сталина Петровского района Харьковской области, Герой Социалистического Труда (1958).

## Биография
Родилась в 1926 году в селе Мечебилово, ныне Барвенковского района Харьковской области в крестьянской украинской семье.
В 1937 году завершила обучение в шестом классе и трудоустроилась в сельском хозяйстве, выполняла различные работы. Её выдвинули звеньевой по выращиванию сахарной свёклы колхоза имени Сталина в селе Мечебилово.
Учитывая опыт других хозяйств её звено сумело добиться высоких производственных результатов. Рекордный урожай сахарной свёклы - 550 центнеров корнеплода с гектара.
Указом Президиума Верховного Совета СССР от 26 февраля 1958 года за получение высоких результатов в сельском хозяйстве и рекордные показатели при уборке урожая Ольге Алексеевне Карнаух было присвоено звание Героя Социалистического Труда с вручением ордена Ленина и медали «Серп и Молот.
Продолжала и дальше трудиться в сельском хозяйстве.
Была депутатом Мечебиловского сельского Совета[когда?], становилась делегатом выставки достижений народного хозяйства.
Проживала в родном селе Мечебилово. Умерла 27 октября 2018 года.

## Награды
За трудовые успехи была удостоена:
- золотая звезда «Серп и Молот» (26.02.1958)
- орден Ленина (26.02.1958)
- другие медали.